# Тип 95 (тяжёлый танк)
Type 95 Ro-Go (Heavy) — японский тяжёлый многобашенный танк 1930-х годов. Данный танк был модернизированной версией танка Type 91 Heavy.
Было собрано, по разным данным, 1 или 4 прототипа в 1934 году, в серийное производство танк не пошёл.

## История создания
Тяжелый танк Type 95, созданный инженерами Осакского Военного Арсенала в начале 1930-х гг., стал завершающим этапом в развитии японских многобашенных танков. Приняв во внимание опыт постройки и испытаний 18-тонных танков № 1 и Type 91 был предпринят ряд мер по повышению технологичности и усилению вооружения танка, а также дополнительного бронирования.
Оценив результаты тестов штаб армии все таки выдал заказ на постройку небольшой партии танков Type 95, поскольку по толщине бронирования и составу вооружения в этом уголке мира ему просто не было равных. Количество построенных машин точно не известно: по одним источникам дело ограничилось выпуском нескольких прототипов, по другим — до 1938 г. успели построить около 10 танков. Эксплуатацию тяжелых танков Type 95 интенсивной назвать было сложно. Большую часть времени они провели в метрополии, находясь сначала в резерве, а затем в учебных школах. Единственный факт их боевого использования имел место в 1938 г., под конец очередного японо-китайского конфликта.
Перед войной на базе Type 95 предполагалось строить САУ, так как шасси танка вполне допускало установку на него более тяжелого вооружения. Новые боевые машины получили обозначение Type 2 «Ка-то». Согласно первому проекту основная и передняя башни демонтировались, а на их месте устанавливалась 105-мм пушка защищенная бронированным экраном. Второй проект был более радикальным поскольку демонтировались все башни, существенно менялась форма корпуса и в кормовой части устанавливалась 150-мм гаубица «Хирося». После всех переделок японская САУ напоминала бы немецкую тяжелую самоходку Ferdinand, однако оба этих проекта так и остались на бумаге.
До 2015 года танк нёс наименование Type 95 Heavy (англ. — тяжёлый), так как не было другой точки зрения и/или названия для данного танка, однако рассекречивание чертежей сверхтяжёлого O-I в последние годы позволило выявить его реальное обозначение — Type 95 Ro-Go (по японской номенклатуре танков: Ro — второй, Go — отечественный).

## Конструкция
Прежде всего изменения претерпела ходовая часть. Было решено отказаться от «частокола» из 18-20 небольших катков, более напоминающих ролики, а вместо них использовать опорные катки большего диаметра. В итоге, применительно на один борт, ходовая часть танка Тип 95 состояла из 8 опорных и одного независимого катка, переднего направляющего и заднего ведущего колеса, а также мелкозвенчатой одногребневой гусеницы со стальными траками. Компоновка танков Type 95 и Type 91 принципиально не различалась. Разница состояла лишь в том, что Type 95 вместо пулемета в передней башне оснащался 37-мм пушкой Type 94, из-за чего её пришлось немного доработать. Орудие весило 177 кг и могло наводиться по вертикали в пределах от −8° до +20°. Характеристики бронепробиваемости для 37-мм бронебойного снаряда были следующими: 20-мм вертикальный бронелист пробивался на дистанции 1000 метров, 25-мм бронелист на дистанции 800 метров и 30-мм бронелист на дистанции 300 метров. Правда, радиус поражения осколочно-фугасного снаряда был небольшим и составлял всего 8 метров. Таким образом, на момент поступления на вооружения тяжелый танк Type 95 являлся достаточно опасным соперником, поскольку советские танки БТ-5\БТ-7 и Т-26 обладали гораздо более скромным бронированием. Соответственно, в главной башне устанавливалась 70-мм танковая пушка Type 94, а также передний и кормовой 6,5-мм пулеметы Type 91. Основное орудие весило 324,8 кг и имело возможность вертикального наведения в пределах от −12° до +20°. Стрельба велась двумя типами выстрелов. Бронебойный снаряд тип 95 мог пробивать вертикально установленный лист брони толщиной 20 мм на дистанции 3000 метров и лист толщиной 25 мм на дистанции 1000 метров. Кроме того, несколько изменили форму корпуса, броня бортов увеличилась с 20 до 30 мм.

### Броневой корпус
Корпус танка — коробчатой формы, клёпаный, из броневых листов толщиной от 13 мм;
в лобовой проекции — 35 мм. В отличие от своего предшественника Type 91 Heavy имел прямую среднюю полку, где находился люк механика — водителя. Верхняя часть бортов увеличилась и половина борта танка стала под наклоном, что давало в итоге более 40 или даже 50 мм.

### Вооружение
В главной башне устанавливалось 70-мм орудие Type 94, а также пулемёт, направленный назад — в корме башни.
В передней малой башне устанавливалось 37-мм орудие.
Задняя малая башня вооружалась пулемётом 6,5 мм Type 91.
Из-за малой длины 70 мм орудия и небольшого казённика внутри башни, снаряд разгонялся с малой скоростью, из-за чего была очень плохая баллистика полёта снарядов.
Снаряды: Бронебойный, кумулятивный и осколочно-фугасный.

## Мобильность
После всех перечисленных улучшений, масса танка возросла почти до 25, 5 тонн, и хотя по своим весовым данным Type 95 скорее соответствовал средним танкам, японцы упорно продолжали причислять его к тяжёлым. Предполагая, что увеличившийся вес приведет к некоторой потере скорости и подвижности, танк был оснащен мотором мощностью 290 л. с. Тем не менее, на испытаниях, проходивших в 1934—1935 гг., танк развил максимальную скорость всего 22 км\ч при запасе хода по шоссе 110 км. По остальным ТТХ он ничем не отличался от опытного тяжелого танка Type 91.

## Живучесть танка
В танке должны были располагаться 6 членов экипажа:
1. Наводчик 70 мм орудия.
2. Наводчик 37 мм орудия.
3. Механик — водитель.
4. Заряжающий.
5. Командир.
6. Стрелок — радист.

С бронёй от 13 до 35 мм и с 6-ю членами экипажа танк мог выдержать множество попадании из лёгких танковых или противотанковых орудий, а также от осколков снаряда.
Если даже танк бы пробили достаточно серьёзным бронебойным снарядом, то стрелок — радист должен был выжить, так как он располагался позади боевого отделения в пулемётной башенке.

## Дальнейшее развитие
В боевых действиях во Второй Мировой войне или Японо-Китайского конфликта танк не принимал, однако на шасси Тип 95 был испытан опытный прототип, вооружённый 105-мм танковой пушкой, на основе опыта полевых испытаний которого был спроектирован сверхтяжёлый танк О-И.

## В компьютерных играх
В игре World of Tanks представлен танк Type 95 Heavy, расположенный в коллекционной технике Японии на 4 уровне.
В игре War Thunder представлен танк Type 95 Ro-Go, расположенный в премиумной ветке развития Японии на 1 ранге с БРом 1.3.